# Охтирський
Охтирський (рос. Ахтырский) — смт в Абінському районі Краснодарського краю. Населення — 19,2 тис. осіб (2002), друге місце по району після міста Абінськ. Станиця розташована на берегах річки Ахтир (Антхир) (басейн Кубані), за 9 км східніше Абінська. Автомобільна траса Краснодар — Новоросійськ. Залізнична станція Охтирська на залізниці Краснодар — Кримськ.

## Історія
- Будівництво станиці почалося на весні 1863 року Кримським і Ставропольським піхотними полками на чолі з полковниками Михайловим, Манати і Скалозубовим і до кінця грудня 1863 року було побудовано 208 будинків. Перша партія переселенців, у кількості 150 родин Таманського округу (станиць Полтавської, Новомишастовської, Новотитаровської, Нововеличковської, Мар'їнської), Полтавської і Харківської губерній у кількості 1234 осіб, призначена військовим правлінням на поселення в станицю Онтхирську, 29 квітня 1863 року прибула в Хабльський укріплений табір, 30 квітня було направлено на поселення 1 травня 1863 року (13 травня 1863 року за новим стилем) поставили в станицю Онтхирську.

Друга партія державних селян із Чернігівської, Харківської, Воронезької і Полтавської губерній Російської імперії, у складі 100 родин, прибула в станицю Онтхирську 31 травня. Станиця Онтхирська увійшла до складу знову поселяемого Абінського козачого кінного полку.
- У 1867 року під час проїзду по нових Закубанських полках Головнокомандуючого Кавказькою Армією було звернено увагу що назви деяких станиць походила від місцевих горянських значень. Головнокомандуючим Кавказькою Армією було висловлено бажання привласнити їм інші найменування, відповідніші російському населенню. 15 червня 1867 року Наказний Отаман Кубанської області запропонував змінити найменування станиці Онтхирська, привласнивши їй найменування станиця Охтирська, що й було зроблено.
- У 1938—1940 роках у районі станиці Охтирської були розвідані родовища нафти і газу.
- Під час Німецько-радянської війни станиця Охтирська 17 серпня 1942 року після боїв була окупована Вермахтом і звільнена Червоною Армією 22 лютого 1943 року.
- 3 листопада 1948 року було розпочато будівництво селища робітників-нафтовиків Охтирський.
- До жовтня 1958 року існувало два населені пункти: станиця Охтирська і робітниче селище Охтирський. У зв'язку з нерерервною забудовою Охтирського робочого селища і станиці Охтирської, з метою зручності жителів, Краснодарський крайовий Виконавчий Комітет депутатів трудящих рішенням від 22 вересня 1958 року № 584 селище Охтирський і станицю Охтирську об'єднав у одне робітниче селище Охтирський зі збереженням найменування Охтирське робітниче селище і підпорядкуванням Охтирській селищній Раді депутатів трудящих хутора Дубравинський.

## Географія
Селище Охтирський розташоване на межі степової та передгірної зони північних відрогів Кавказьких гір. Селище розташоване поза лісової зони, ліс починається на 3 кілометра південніше селища у горах. Територією селища з півдня на північ протікає річка Ахтир, що починається серед гір і закінчується за 1,5 кілометра північніше селища впаданням у Нагірний канал. У сухий сезон річка є невеличким струмком з висотою крайки бровки берега у межень до 5-6 метрів. У період тривалих зливових дощів річка Ахтир перетворюється на грізну річку після виходу з берегів і підтопленням індивідуальних житлових будинків, розміщених у північно-східній частини селища на заплаві річки. Швидкість річки сягає 5 м/сек. Адміністративний кордон селища Охтирський проходить: на півночі від — з Варнавинським і Холмським сільськими округами, на сході — з Холмським сільським округом, на півдні — зі Светлогорським сільським округом і Абінським міським округом. Територія (1592,15 га, 190 км²) належить до сейсмичної зоні (8 балів). Клімат помірний: з температурою влітку до +40 °C градусів, взимку до −20 °C градусів, з річною кількістю опадів 575 мм.